# Michael Robert Rhein

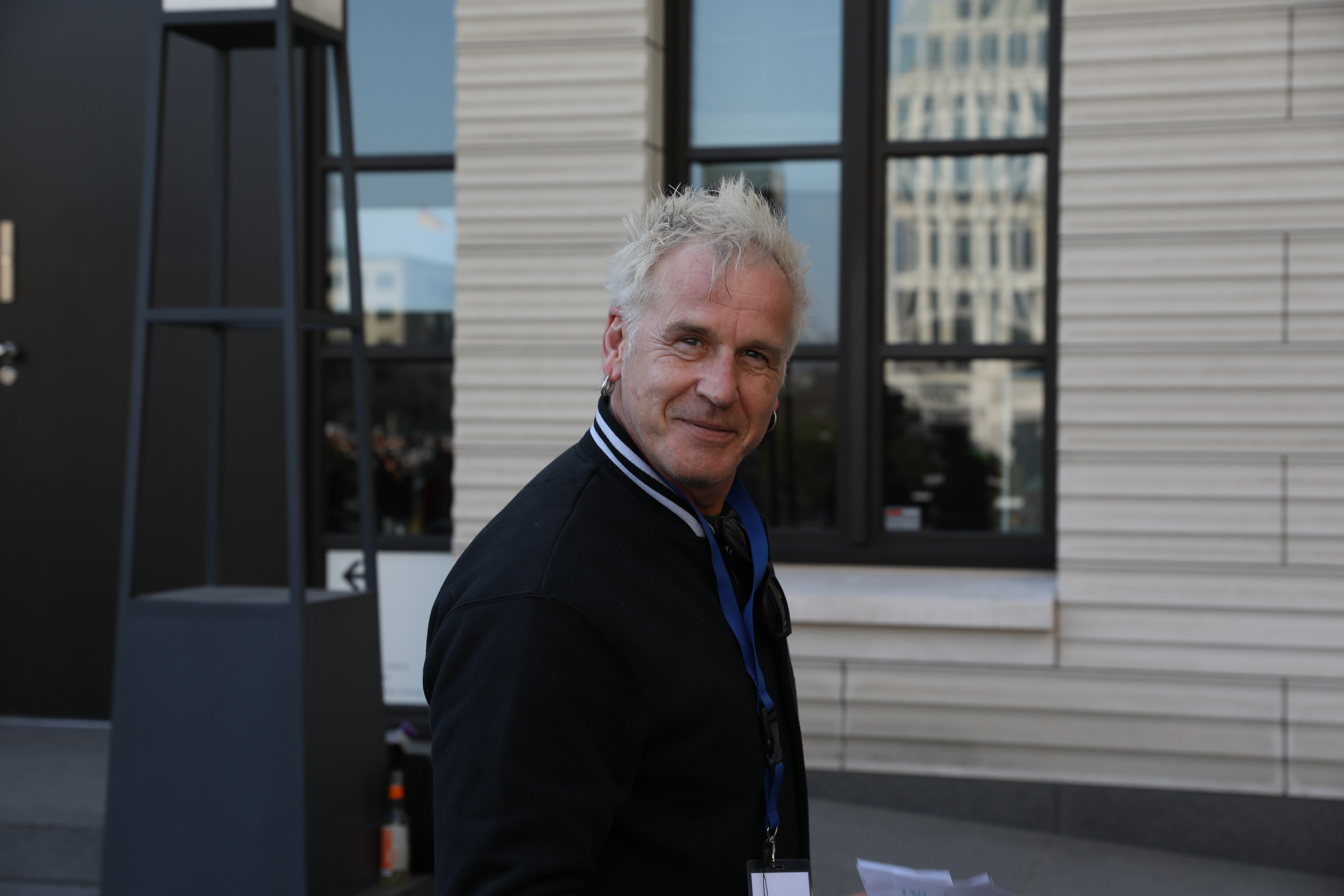
Michael Robert Rhein vor einem Auftritt in Berlin im Jahr 2022

Michael Robert Rhein (* 18. Mai 1964 in Dingelstädt), bekannt unter dem Künstlernamen Das letzte Einhorn, ist ein deutscher Sänger und Musiker. Er ist der Gründer und Sänger der deutschen Mittelalter-Rockband In Extremo.

## Leben
Rhein wuchs im thüringischen Leinefelde auf und begann im Alter von 12 Jahren Musik zu machen. 1983 gründete Rhein die Rockband Nr. 13, nach Auftrittsverbot in der damaligen DDR 1985 umbenannt in Einschlag. Nach erneutem Verbot 1987 gründete Rhein unter dem Künstlernamen Robert Rain die Band Noah mit derselben Besetzung wie Nr. 13 und Einschlag.
Ab 1990 begann Rhein, Mittelaltermärkte zu besuchen. 1992 gründete er zusammen mit dem Künstler Teufel (Corvus Corax) und dem Musiker Bo die Band Pullarius Furcillo, welche Mittelaltermusik und Gauklerstücke zum Besten gab. Nach dem Tod von Bo bestand Pullarius Furcillo weiter als Duo.
Nach dem Ende der Saison 1995 ging Teufel wieder zu Corvus Corax. Rhein gründete zusammen mit Conny Fuchs und Flex dem Biegsamen die Formation In Extremo, die akustische Mittelaltermusik machte. 1998 wurden Noah und In Extremo offiziell zusammengelegt zu In Extremo.
Zum zweijährigen Geburtstagskonzert der Band erlitt Rhein im Mannheimer Capitol schwere Verbrennungen bei einer Feuerspuck-Showeinlage. Einen Monat später konnte er jedoch bereits wieder spielen.
Bis heute hat Rhein mit In Extremo zwölf Studioalben veröffentlicht und war bei diversen Bands als Gastsänger tätig. 2004 wirkte er in dem Film Kinder der Nacht als Mitglied des „Rates der Vampire“ mit.
Seit 2020 ist Rhein Mitglied der Blues Band Monomann, zusammen mit dem Autor Kay Lutter, Brian Bosse und Albrecht Steinfort.
Am 11. November 2022 wurde das erste Video von Universum25 vorgestellt. Bei diesem musikalischen Projekt mit anderen Größen der deutschen Rockmusik (u. a. Dritte Wahl, Slime) fungiert Rhein ebenfalls als Sänger. Die Tour UNIVERSUM25 – Horizont in Flammen folgte Oktober 2023 bis Januar 2024.
Michael Robert Rhein ist verheiratet und Vater mehrerer Kinder. Seine Stieftochter Jaëla Probst ist in den Musikvideos der Singles Horizont und Wolkenschieber zu sehen. Er wohnt im Bergheimer Stadtteil Quadrath-Ichendorf und in einem Fischerdorf in Kroatien.

## Diskographie
Mit In Extremo
- Siehe In Extremo/Diskografie.

 Mit anderen Bands 
- 2003: Gastgesang bei Willst du's extrem auf der Schandmaul-DVD und -CD Hexenkessel
- 2003: Gastgesang bei Rheingold auf dem Grave-Digger-Album Rheingold
- 2003: Gastgesang bei Veris Dulcis und Le Povre Villon auf dem Schelmish-Album Tempus Mutatur
- 2004: Gastgesang bei Ich was ein Chint auf dem Schelmish-Album Igni Gena
- 2004: Gastgesang bei I guess you know auf dem Exilia-Album Unleashed
- 2008: Mundharmonika bei Going Down Blues auf dem The Armada-Album The Armada
- 2009: Gastgesang bei Wer sonst? (Einhorn Radio Edit) auf der ASP-EP Wer sonst?/Im Märchenland
- 2011: Gastgesang bei Fields of Green/Nie zu spät auf dem Fiddler’s-Green-Album Wall of Folk
- 2011: Gastgesang bei Mond auf dem Rêverie-Album Wandel
- 2012: Gastgesang bei Charon auf dem Grave-Digger-Album Clash of the Gods
- 2014: Gastgesang bei Buntes Volk auf dem Faun-Album Luna
- 2017: Gastgesang bei Meridian auf dem Manntra-Album Meridian
- 2019: Gastgesang bei Alte Liebe rostet nicht (Akustik Version) auf dem Hämatom-Album Maskenball
- 2019: Gastgesang bei Murter (Kroatien) auf dem Manntra-Album Oyka!
- 2020: Gastgesang bei einer Neuauflage von Time to wonder von Fury in the Slaughterhouse
- 2023: Gesang bei Universum25 von Universum25

Ohne Zeitangabe
- Nr. 13 – Arestide (Kassette)
- Noah – Hilf deiner Polizei, schlag dich selbst (LP)
- Noah – Desert Storm (Single)
- Noah – Aufschwung Ost (CD)
- Neues Glas aus alten Scherben, Mundharmonika, als Gast (CD)